# Zielone Kominy
Zielone Kominy – jaskinia w Dolinie Miętusiej w Tatrach Zachodnich. Wejście do niej znajduje się nad Wielką Świstówką, w połowie wysokości Twardych Spadów, w pobliżu jaskini Górne Kominy, na wysokości 1628 metrów n.p.m. Długość jaskini wynosi 60 metrów, a jej deniwelacja 32 metry

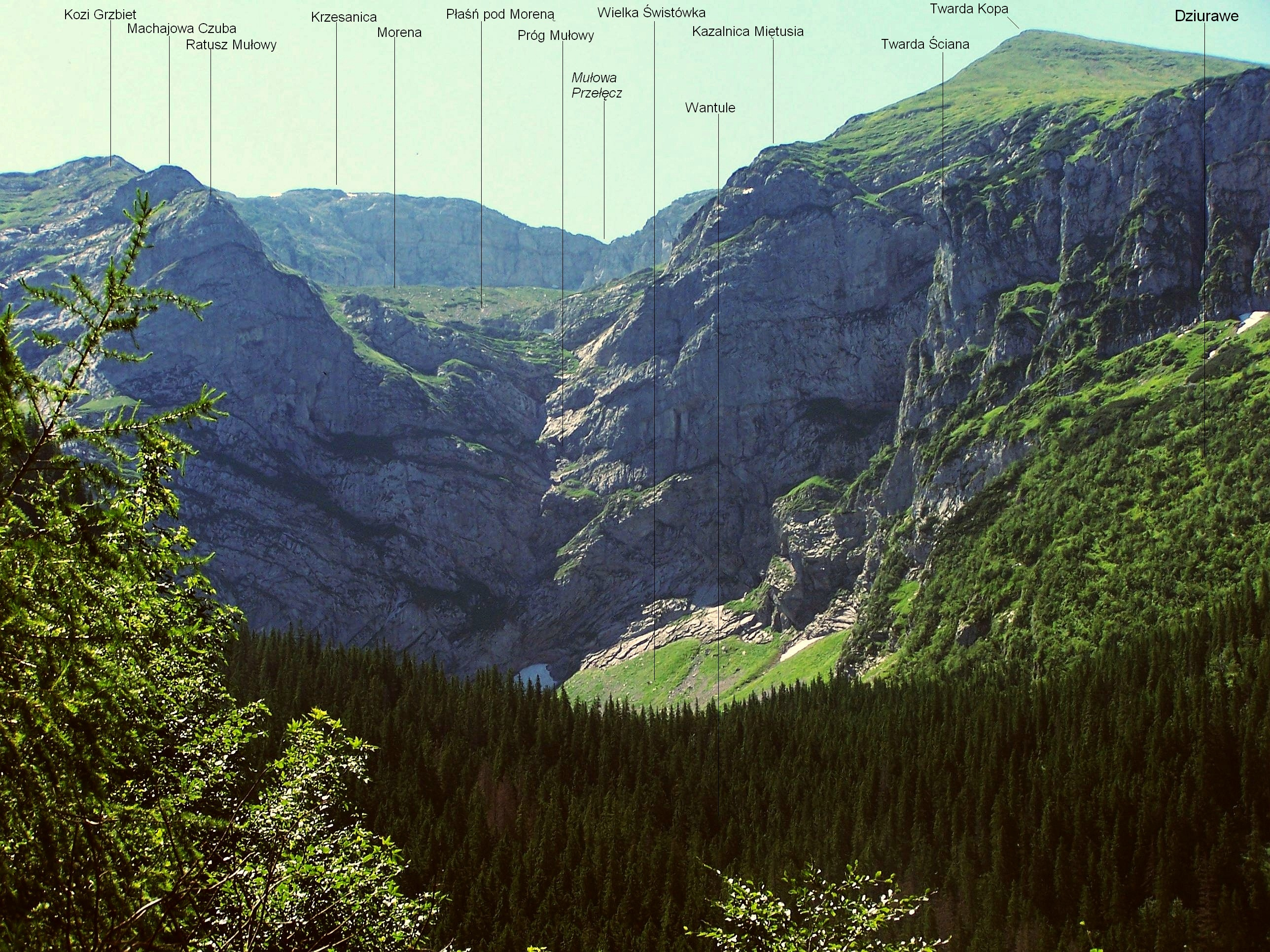
Wielka Świstówka. Po prawej Twarde Spady

## Opis jaskini
Jaskinię stanowią dwa równoległe kominy z których większy ma 32 metry wysokości i rozszerza się ku górze. Obszerny otwór wejściowy (8 × 1,5 m) znajduje się przy jego dnie. Strop składa się z zaklinowanych want. W ścianie większego komina znajdują się dwa okna. Wyżej położone okno wprowadza do równoległego 10-metrowego komina, z którego dna odchodzi stromy korytarz prowadzący do niżej położonego okna w większym kominie.

## Przyroda
Lewa ściana większego komina pokryta jest śliskimi, zielonymi porostami. Stąd nazwa jaskini. Zamieszkują ją licznie nietoperze.

## Historia odkryć
Jaskinię odkryli w sierpniu 1971 roku J. Chrobak i M. Rutkowski ze Speleoklubu Warszawskiego.